# Liste der Biografien/With
Liste der Biografien |
Portal Biografien |
Personensuche
# |
A |
B |
C |
D |
E |
F |
G |
H |
I |
J |
K |
L |
M |
N |
O |
P |
Q |
R |
S |
T |
U |
V |
W |
X |
Y |
Z |
?
 
Wa |
Wc |
Wd |
We |
Wh |
Wi |
Wj |
Wl |
Wn |
Wo |
Wr |
Ws |
Wt |
Wu |
Ww |
Wy |
Wz
 
Wia |
Wib |
Wic |
Wid |
Wie |
Wif |
Wig |
Wih |
Wii |
Wij |
Wik |
Wil |
Wim |
Win |
Wio |
Wip |
Wir |
Wis |
Wit |
Wiv |
Wiw |
Wix |
Wiz
 
Wita |
Witb |
Witc |
Witd |
Wite |
Witg |
With |
Witi |
Witj |
Witk |
Witl |
Witm |
Witn |
Wito |
Witp |
Witr |
Wits |
Witt |
Witu |
Witv |
Witw |
Witz
Die Liste der Biografien führt alle Personen auf, die in der deutschsprachigen Wikipedia einen Artikel haben. Dieses ist eine Teilliste mit 77 Einträgen von Personen, deren Namen mit den Buchstaben „With“ beginnt.

## With
- With, Aleksander (* 1987), norwegischer Sänger und Songwriter
- With, Cathleen (* 1967), kanadische Schriftstellerin und Lehrerin
- With, Cläre (1894–1964), deutsche Lehrerin und Zeitschriftenchefredakteurin
- With, Dora (1900–1965), österreichische Opernsängerin (Mezzosopran)
- With, Ebba (1908–1993), dänische Schauspielerin
- With, Hans de (* 1932), deutscher Politiker (SPD), MdB
- With, Karl (1891–1980), deutsch-amerikanischer Kunsthistoriker
- With, Nanna (1874–1965), norwegische Journalistin, Autorin, Musikerin und Lehrerin
- With, Richard (1846–1930), Kapitän und der Gründer der norwegischen Hurtigruten-Postschiff-LinieRichard With (1846–1930)

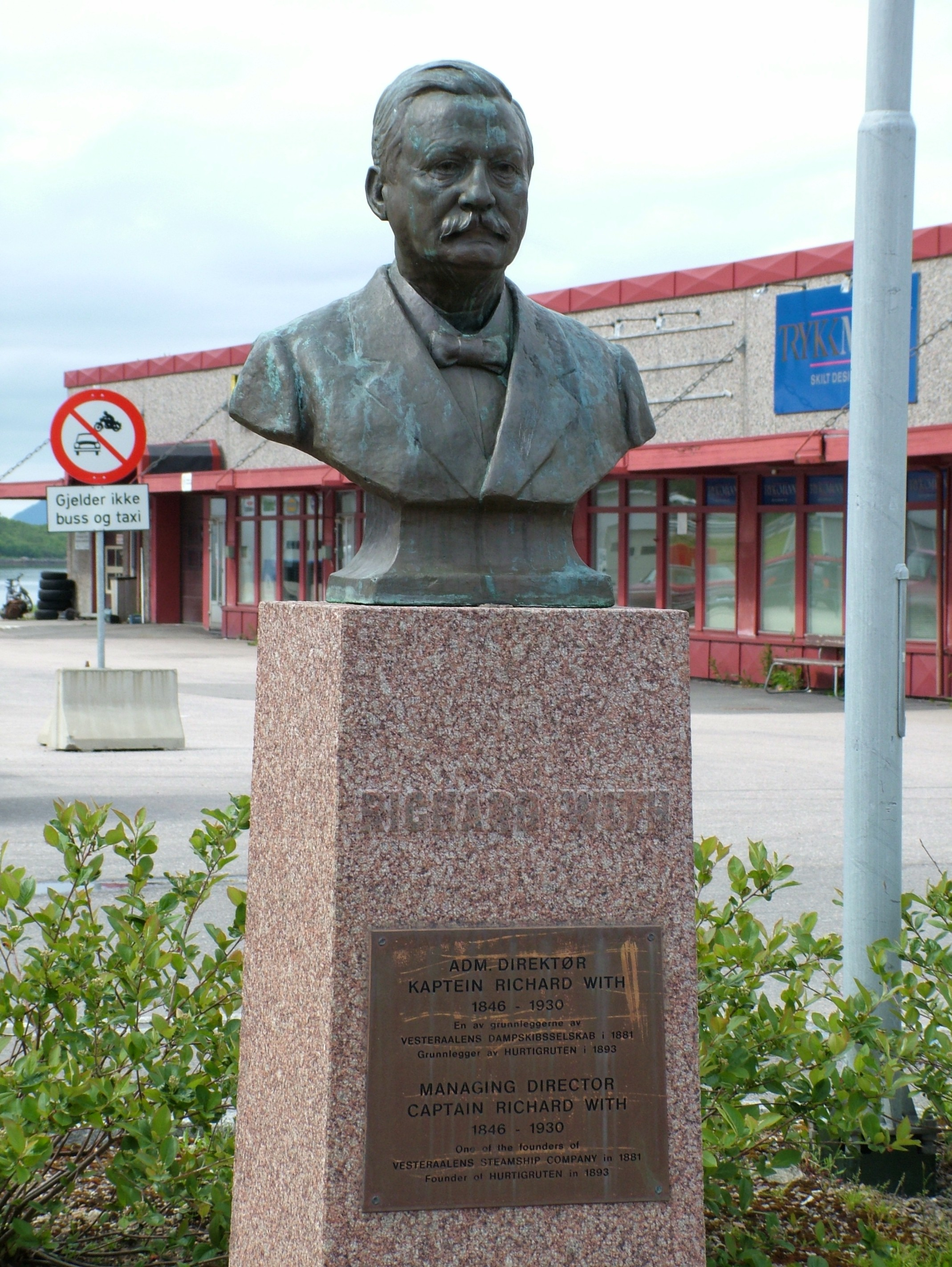
Richard With (1846–1930)

- With, Witte de (1599–1658), Admiral der Niederlande

### Witha
- Withall, Laetitia (1881–1963), britische Dichterin, Autorin und Suffragette
- Withalm, Hermann (1912–2003), österreichischer Politiker (ÖVP), Abgeordneter zum Nationalrat
- Withalm, Ignaz (1851–1910), österreichischer Politiker (CSP), Abgeordneter zum Reichsrat
- Withalm, Josef Benedict (1771–1865), österreichischer Architekt, Baumeister und Fabrikant
- Withaya Laohakul (* 1954), thailändischer Fußballspieler und -trainer

### Withe
- Withe, Peter (* 1951), englischer Fußballspieler und -trainer
- Withego I. von Ostrau († 1348), Bischof von Naumburg
- Withego II. von Colditz († 1342), Bischof von Meißen
- Withego von Furra († 1293), Bischof von Meißen im Mittelalter
- Wither, George (1588–1667), englischer Dichter
- Witherby, Harry (1873–1943), britischer Ornithologe und Autor
- Witherell, James (1759–1838), US-amerikanischer Politiker
- Witherell, Michael (* 1949), US-amerikanischer Physiker
- Withering, William (1741–1799), englischer Mediziner und Botaniker
- Witherington, Ben (* 1951), US-amerikanischer methodistischer Pfarrer, evangelikaler Theologe, Neutestamentler, Autor und Redner
- Witherington, Pearl (1914–2008), britische Spionin
- Withers, Audrey (1905–2001), britische Journalistin und Mitglied des Rates für Industriedesign
- Withers, Bill (1938–2020), US-amerikanischer Sänger und SongschreiberBill Withers (1938–2020)

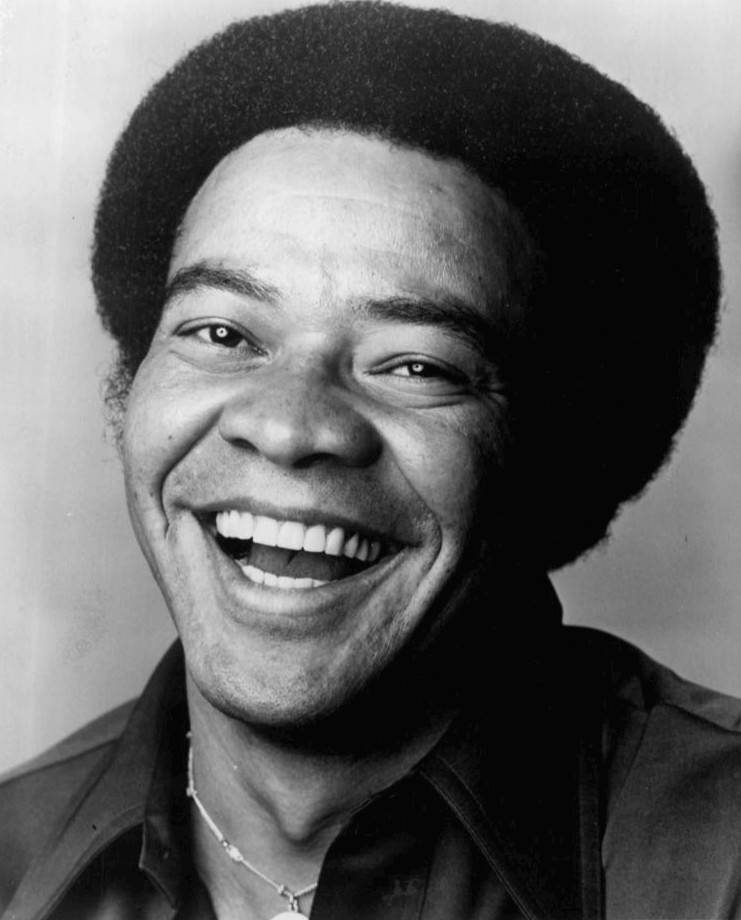
Bill Withers (1938–2020)

- Withers, Charlie (1922–2005), englischer Fußballspieler
- Withers, Garrett L. (1884–1953), US-amerikanischer Politiker
- Withers, Googie (1917–2011), britische Schauspielerin
- Withers, Grant (1905–1959), US-amerikanischer Schauspieler
- Withers, H. Rodney (1932–2015), australischer Mediziner
- Withers, Jane (1926–2021), US-amerikanische Schauspielerin
- Withers, Mark (1947–2024), US-amerikanischer Schauspieler
- Withers, Pick (* 1948), britischer SchlagzeugerPick Withers (* 1948)

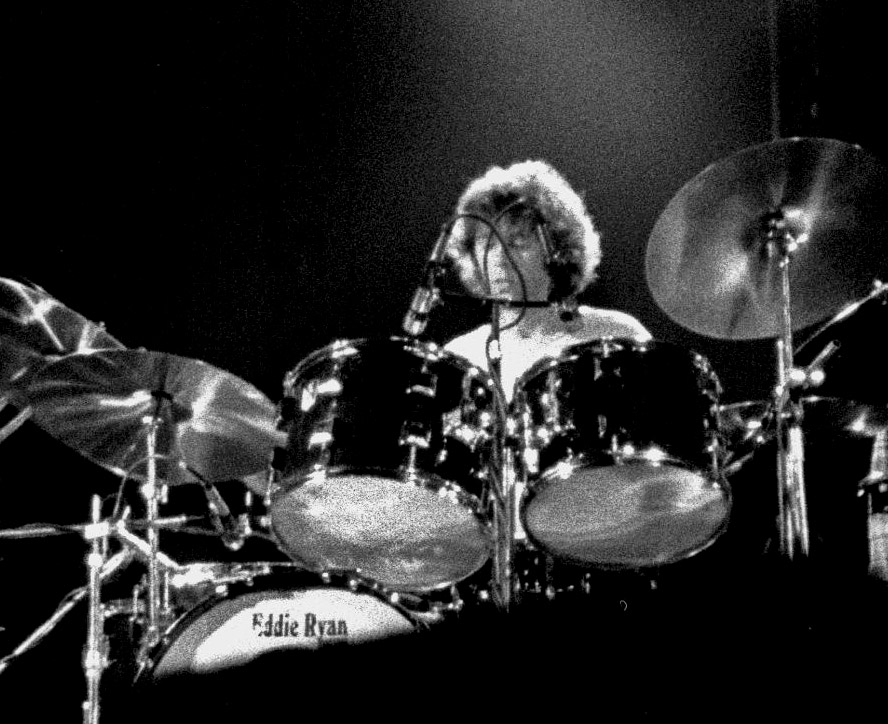
Pick Withers (* 1948)

- Withers, Robert E. (1821–1907), US-amerikanischer Politiker (Demokratische Partei)
- Withers, Thomas Jefferson (1804–1865), konföderierter Politiker von South Carolina
- Withers, Tyriq (* 1998), amerikanischer Schauspieler
- Withers, Walter (1854–1914), australischer Künstler
- Witherspoon, Charles, irischer Autor
- Witherspoon, Chazz (* 1981), US-amerikanischer Boxer
- Witherspoon, Cora (1890–1957), US-amerikanische Schauspielerin
- Witherspoon, Devon (* 2000), US-amerikanischer American-Football-Spieler
- Witherspoon, Herbert (1873–1935), US-amerikanischer Sänger, Gesangspädagoge und Theatermanager
- Witherspoon, Isaac Donnom (1803–1858), US-amerikanischer Politiker
- Witherspoon, James (1784–1842), US-amerikanischer Politiker
- Witherspoon, James Hervey junior (1810–1865), US-amerikanischer Politiker
- Witherspoon, Jimmy (1923–1997), US-amerikanischer Blues- und Jazz-Sänger
- Witherspoon, John (1723–1794), Unterzeichner der Unabhängigkeitserklärung und Dekan der Princeton University
- Witherspoon, John (1942–2019), US-amerikanischer Comedy-Schauspieler
- Witherspoon, Mark (* 1963), US-amerikanischer Sprinter
- Witherspoon, Reese (* 1976), US-amerikanische Schauspielerin und FilmproduzentinReese Witherspoon (* 1976)

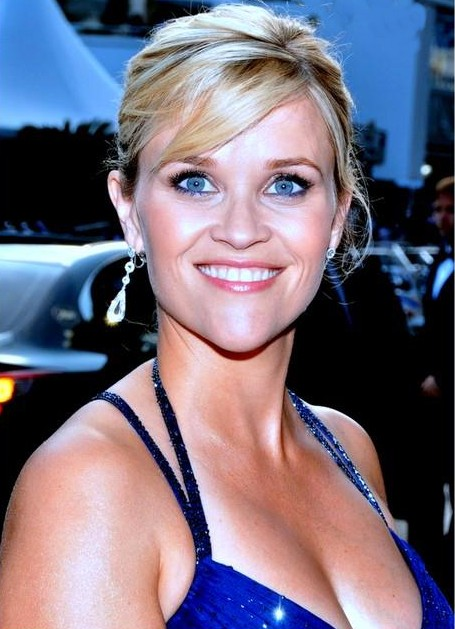
Reese Witherspoon (* 1976)

- Witherspoon, Reggie (* 1985), US-amerikanischer Sprinter
- Witherspoon, Robert (1767–1837), britisch-amerikanischer Politiker
- Witherspoon, Samuel Andrew (1855–1915), US-amerikanischer Politiker
- Witherspoon, Tim (* 1957), US-amerikanischer Boxer
- Withey, Jeff (* 1990), US-amerikanischer Basketballspieler

### Withi
- Withington, Eliza (1825–1877), amerikanische Porträt- und Landschaftsfotografin
- Withington, Finnlay (* 2004), englischer Squashspieler
- Withington, Lothrop (1856–1915), US-amerikanischer Stammbaumforscher, Historiker und Herausgeber von Fachliteratur

### Withn
- Withner, Carl Leslie (1918–2012), US-amerikanischer Botaniker und Orchideenforscher

### Witho
- Withof, Friedrich Theodor (1731–1782), deutscher Altphilologe und Rektor des akademischen Gymnasiums in Lingen
- Withof, Johann Hildebrand (1694–1769), deutscher Historiker, Professor für Beredsamkeit und Geschichte in Duisburg
- Withof, Johann Philipp Lorenz (1725–1789), deutscher Literaturwissenschaftler, Professor für Geschichte, Beredsamkeit und Moral
- Withöft, Wilhelm Karlowitsch (1847–1904), russischer AdmiralWilhelm Karlowitsch Withöft (1847–1904)

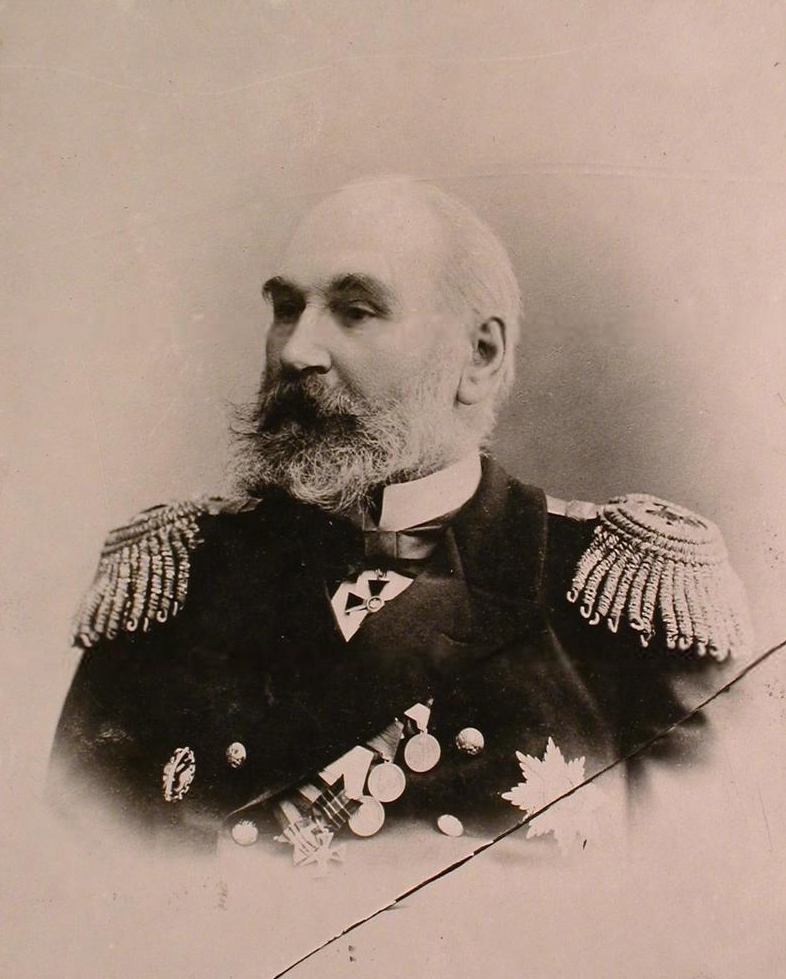
Wilhelm Karlowitsch Withöft (1847–1904)

- Witholt, Bernard (1941–2015), niederländischer Biochemiker und Professor an der ETH Zürich
- Withoos, Alida, niederländische Illustratorin und Stilllebenmalerin
- Withoos, Maria, niederländische Malerin

### Withr
- Withrow, Gardner R. (1892–1964), US-amerikanischer Politiker
- Withrow, Glenn (* 1953), US-amerikanischer Schauspieler
- Withrow, Jackson (* 1993), US-amerikanischer Tennisspieler
- Withrow, Mary Ellen (* 1930), US-amerikanische Regierungsbeamtin

### Withu
- Withulz, Frank-Rainer (* 1948), deutscher Fußballspieler
- Withum, Dieter (1928–1979), deutscher Bauingenieur und Hochschullehrer

### Withy
- Withy, Alan (* 1923), britischer Filmarchitekt
- Withycombe, James (1854–1919), US-amerikanischer Politiker